# Trầu không
Trầu không (danh pháp hai phần: Piper betle), đơn thuần gọi là trầu hay giầu, là một loài cây gia vị hoặc cây thuốc. Lá của nó có các tính chất dược học. Đây là loài cây thường xanh, loại dây leo và sống lâu năm, với các lá hình trái tim có mặt bóng và các hoa đuôi sóc màu trắng, có thể cao tới 1 mét. Loài này có nguồn gốc ở vùng Đông Nam Á và được trồng ở Ấn Độ, Indonesia, Sri Lanka, Việt Nam, Malaysia. Lá trầu không loại tốt nhất thuộc về giống "Magahi" (từ vùng Magadha), sinh trưởng ở gần Patna tại Bihar, Ấn Độ.

## Thành phần
Thành phần hoạt hóa của tinh dầu trong lá trầu không là betel-phenol (hay chavibetol hoặc 3-hyđrôxy-4-mêtôxyankylbenzen, nó tạo ra hương vị như mùi khói), chavicol và cađinen.

## Nhai trầu
Tại một số quốc gia như Ấn Độ, Đài Loan, Việt Nam v.v thì lá trầu được nhai cùng với vôi tôi (Calci hydroxide) hay vôi sống (calci ocide) và quả của cây cau). Vôi có tác dụng giữ cho thành phần hoạt hóa của trầu không nằm ở dạng base tự do hay chất kiềm, điều này cho phép nó đi vào trong máu thông qua hấp thụ dưới lưỡi. Trong quả cau có chứa các ancaloit như arecolin, arecain, guraxin. Chúng tăng cường tiết nước bọt (nước bọt bị nhuộm đỏ). Tổ hợp của cau, trầu và vôi để nhai, còn được gọi là "miếng trầu", đã được người dân trong khu vực sử dụng vài nghìn năm. Sợi thuốc lá hoặc thuốc lào đôi khi cũng được thêm vào.
Các lá trầu không cũng được sử dụng như là chất kích thích, chất khử trùng và chất làm sạch hơi thở. Trong y học Ayurveda, chúng còn được sử dụng như là thuốc kích dục. Tại Malaysia chúng được sử dụng để điều trị chứng đau đầu, viêm khớp và các thương tổn khớp. Tại Thái Lan và Trung Quốc chúng được dùng để làm dịu bệnh đau răng.Tại Indonesia chúng được uống như một loại trà và sử dụng như là thuốc kháng sinh. Chúng cũng được sử dụng trong trà để điều trị chứng khó tiêu, cũng như trong thuốc mỡ hay thuốc hít để điều trị đau đầu, cũng như trong điều trị chứng táo bón, cũng như có tác dụng thông mũi và hỗ trợ tiết sữa.
Loài thực vật có quan hệ họ hàng là P. sarmentosum, được sử dụng trong nấu ăn, đôi khi cũng được gọi là "lá trầu hoang".

## Một vài hình ảnh

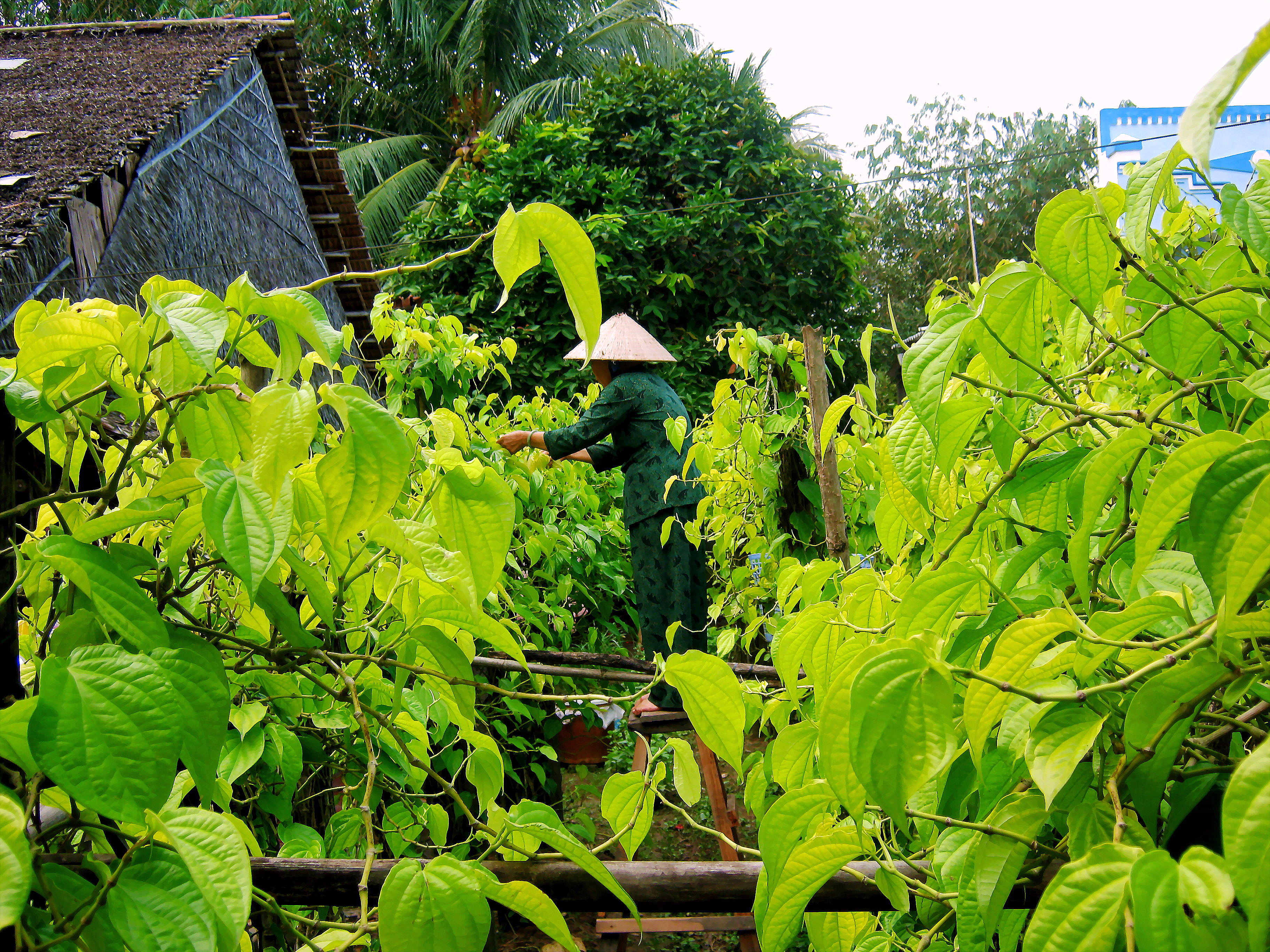
Hái lá trầu.
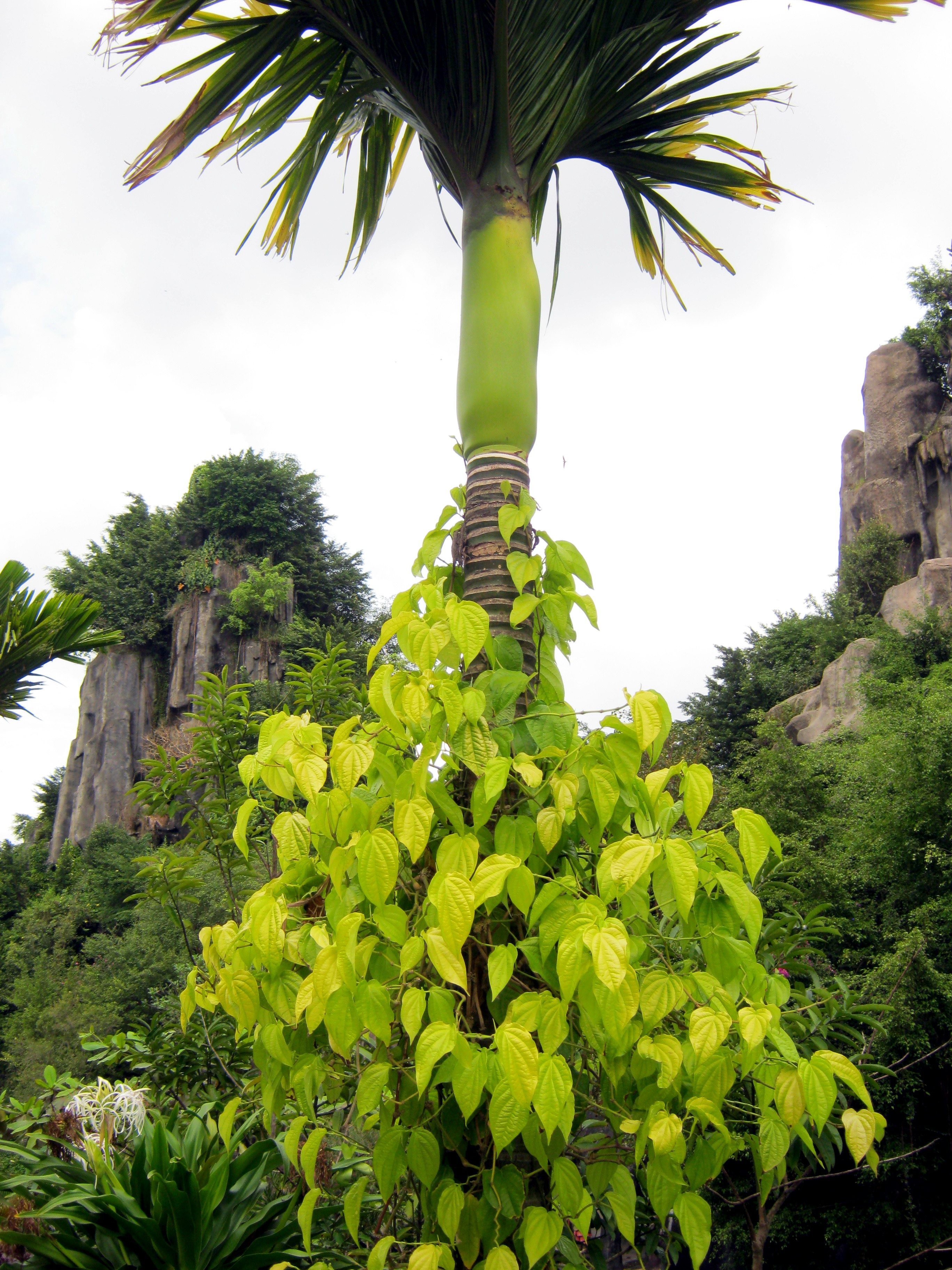
Dây trầu leo thân cây cau.
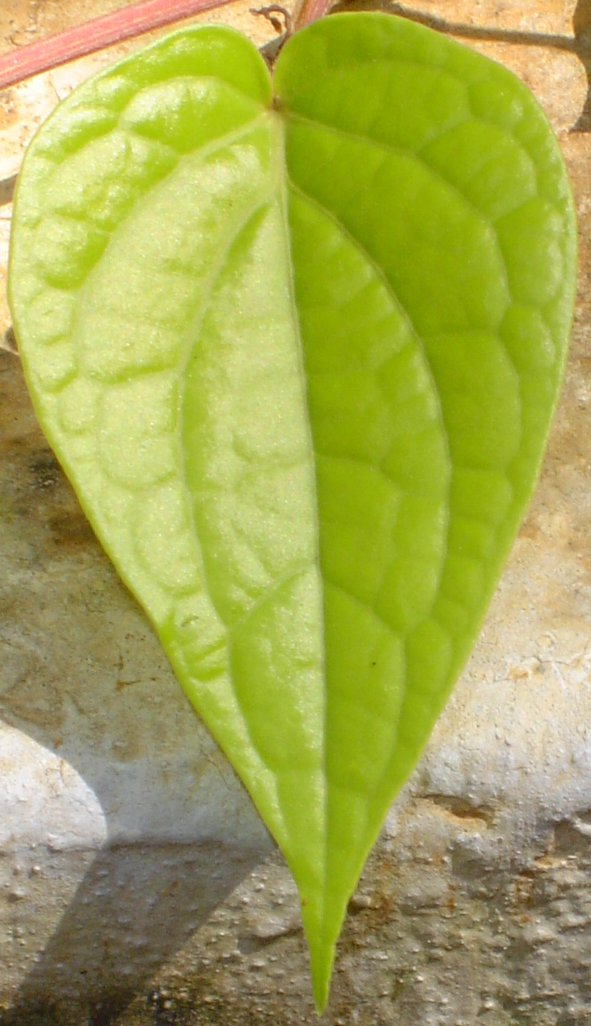
Một lá trầu không.